# Jimmy Greaves
James Peter 'Jimmy' Greaves (ur. 20 lutego 1940 w East Ham w Londynie, zm. 19 września 2021 w Danbury) – angielski piłkarz, który występował na pozycji napastnika. Mistrz świata z roku 1966.
Uchodził za cudowne dziecko angielskiego futbolu. W dorosłym futbolu debiutował w 1957 w barwach Chelsea F.C. Jest najmłodszym zawodnikiem w historii, który w najwyższej lidze angielskiej strzelił sto bramek - miał wówczas 20 lat i 290 dni (1960). Łącznie w Chelsea w latach 1957-1961 rozegrał 157 spotkań i strzelił 124 bramki.
W 1961 został zawodnikiem A.C. Milan, jednak mimo niezłego bilansu (14 spotkań i 9 bramek) szybko wrócił do ojczyzny i jeszcze w tym samym roku podpisał kontrakt z Tottenhamem. Piłkarzem popularnych Kogutów był do 1970 i w tym czasie w 321 meczach ligowych strzelił 220 goli. Z Tottenhamem dwukrotnie zdobywał Puchar Anglii (1962, 1967), a w 1963 wywalczył Puchar Zdobywców Pucharów.
Zawodową karierę kończył w West Ham United w 1971 (38 spotkań, 13 goli). W angielskiej ekstraklasie strzelił 357 bramek, co po dziś dzień pozostaje rekordem najwyższej klasy rozgrywkowej w Anglii. Sześciokrotnie zostawał królem strzelców.
W reprezentacji Anglii debiutował w 1959. Brał udział w MŚ 62, był członkiem mistrzowskiej ekipy na MŚ 66. W turnieju wystąpił jednak tylko w trzech pierwszych meczach, później został zastąpiony przez Geoffa Hursta, strzelca trzech bramek w finale z RFN. Reprezentacyjną karierę zakończył rok później, z imponującym bilansem 44 trafień w 57 spotkaniach. Bardzo śmieszna sytuacja przytrafiła się Greavesowi w meczu Anglia - Brazylia na mundialu w Chile w 1962 roku. Na boisko wbiegł pies, którego żaden z piłkarzy nie mógł złapać. Zrobił to dopiero Jimmy Greaves, ale pies obsikał mu koszulkę. Brazylijski napastnik Garrincha był tak rozbawiony tą sytuacją, że przygarnął tego psa i zabrał do domu.